# 饅頭山
參數所指定的目標頁面不存在，建議更正成存在頁面或直接建立下列一個頁面（建立前請先搜尋是否有合適的存在頁面可以取代）：
- 饅頭山 (花蓮縣)

24°59′57″N 121°28′18″E / 24.99917°N 121.47167°E

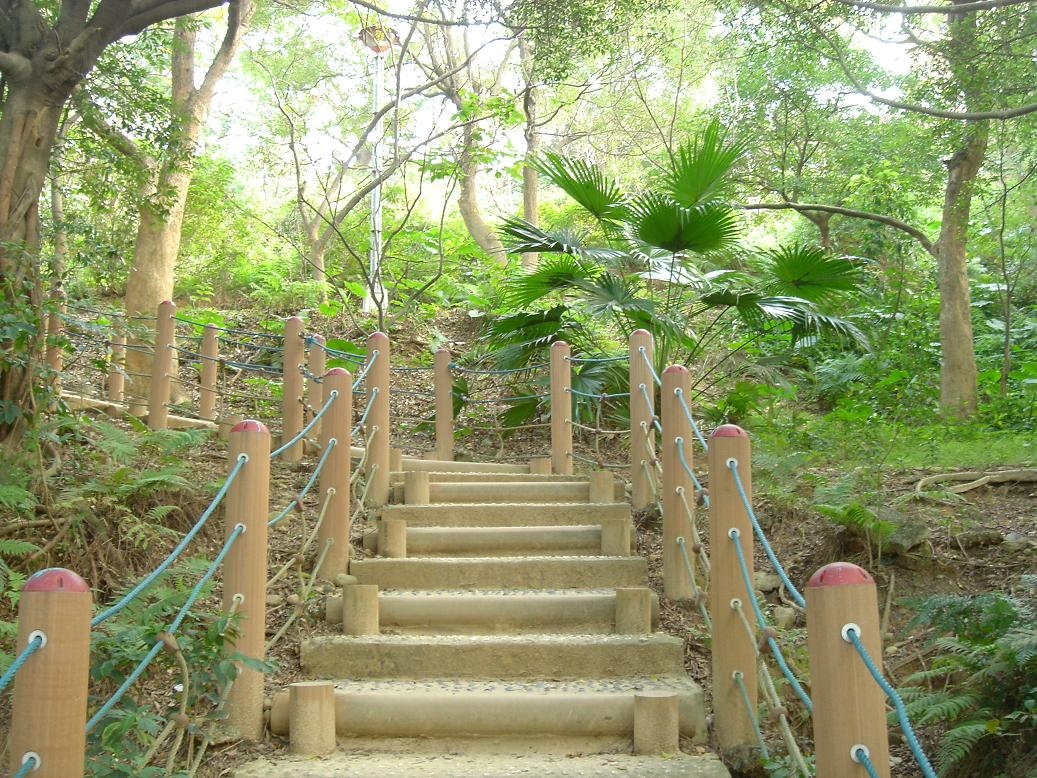
饅頭山的登山階梯與蒲葵

饅頭山，又稱圓墩仔、圓山、員山，是台灣新北市中和區西側與板橋區交界處的一個小山丘，高29公尺。目前此處被闢建為自強公園，位於中和莒光路和國光街，緊鄰自強國小和國光派出所，有環山步道可達山頂涼亭。667公車和F511公車皆可到達。

## 歷史文化

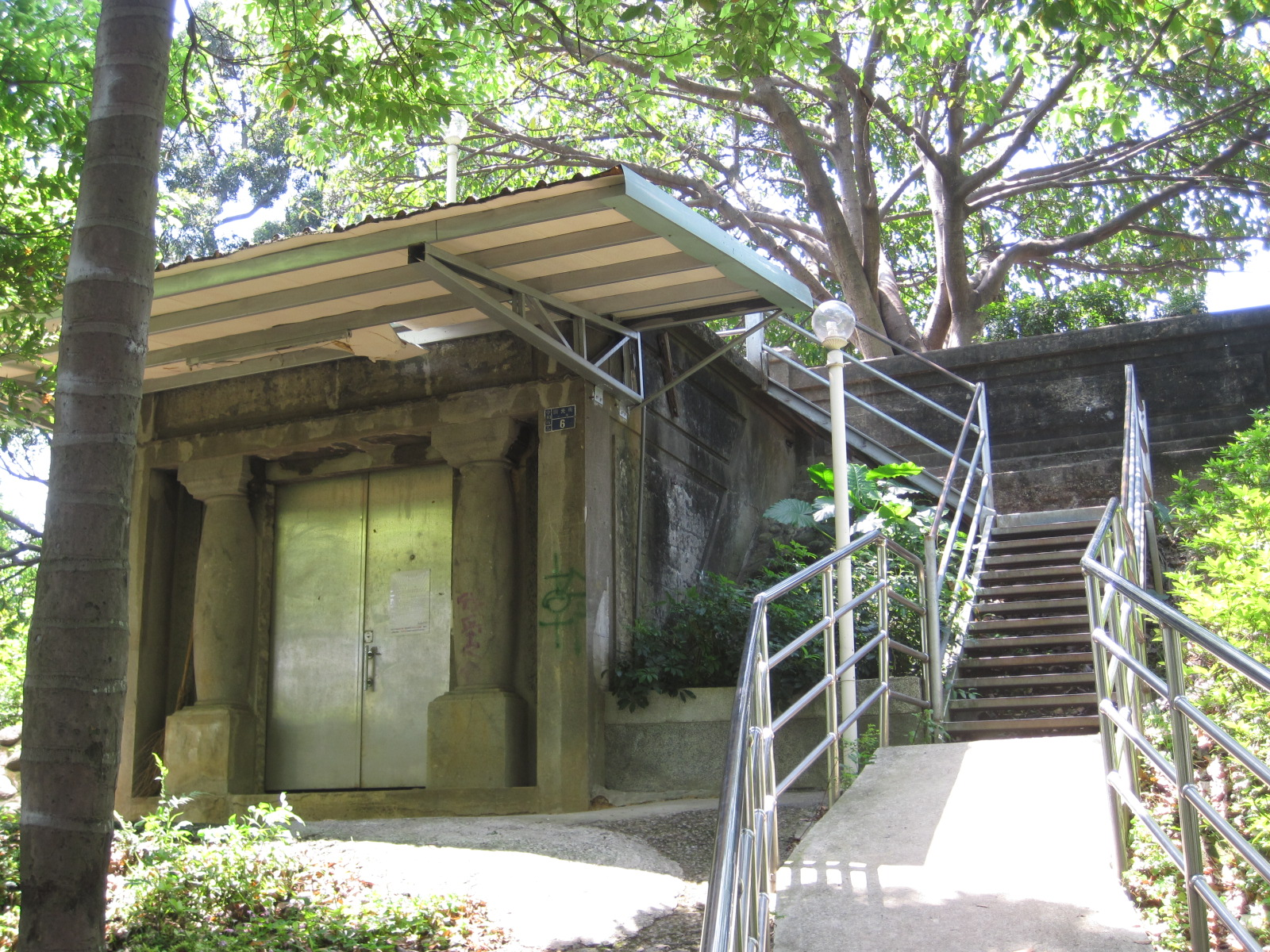
瑞穗配水池的入口

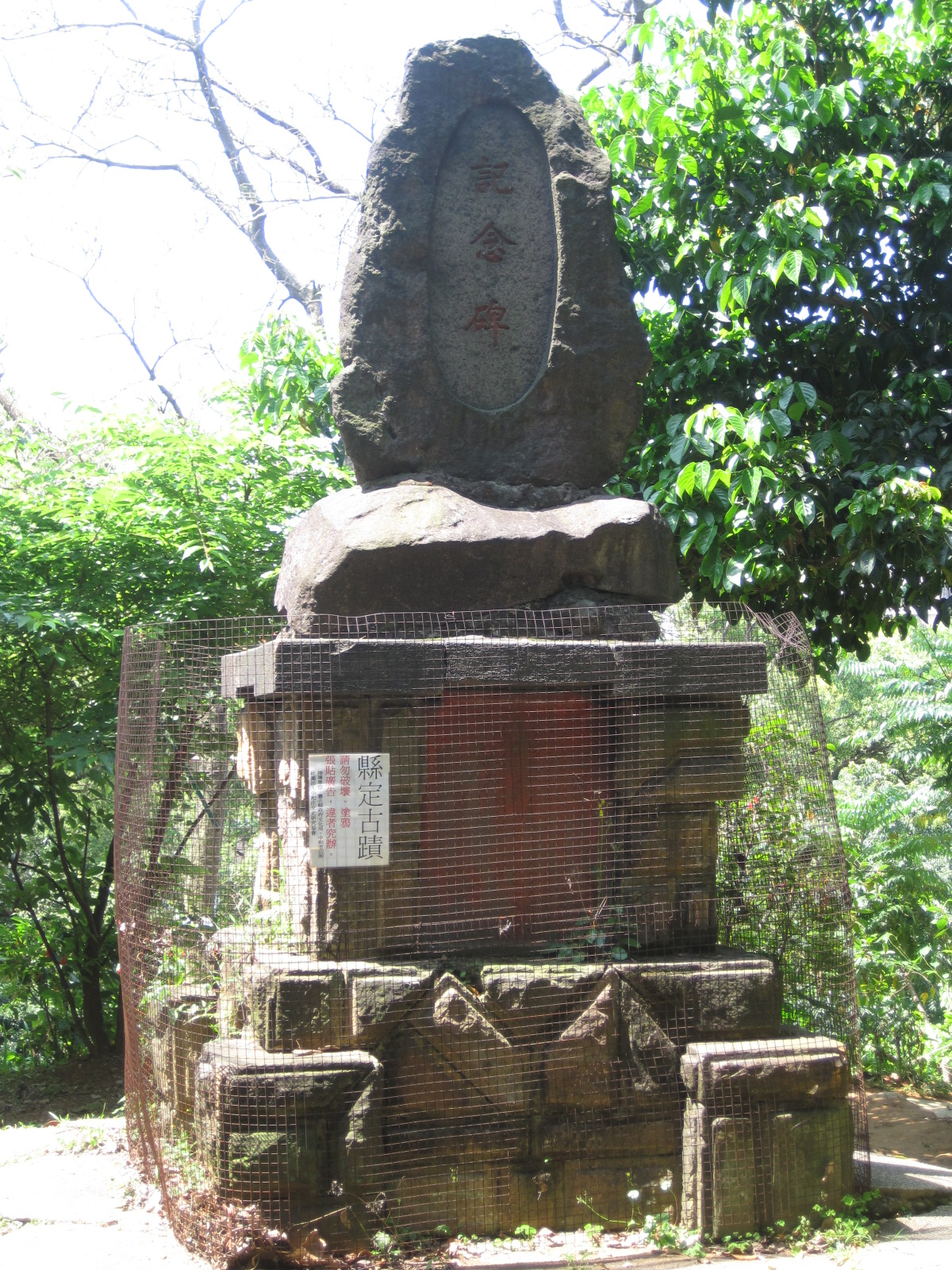
山本氏紀念碑

饅頭山上有一間水錶室與儲水池，水錶室及其內設備於昭和八年所建。當年海山煤礦需要水源洗炭，在現今的永和區水源街52號（水源地）找到水源，泉水除了洗炭外並供給礦工及後來的街民使用。山的另外一頭還有一座紀念碑，即是為了紀念當時負責此事的日本人山本義信。儲水池則稱為瑞穗配水池，為戰後初期所建，自來水公司於63年間成立時接管，65年已停止操作供水。目前山本氏紀念碑與瑞穗配水池皆為縣定古蹟。

## 植物生態
饅頭山由於是相當公園化的小山丘，故山上除了原生植物，也栽植許多園藝植物。
- 喬木：黑松、金龜樹、山櫻花、苦楝、羊蹄甲、水黃皮、相思樹、玉蘭花、烏桕、香楠、桃花、稜果榕、正榕、垂榕、圓葉榕、烏心石、江某、芒果、茄苳、蒲葵、大花紫薇、大葉雀榕。
- 灌木：平戶杜鵑、木芙蓉、桑樹、馬纓丹、鷹爪花、野牡丹、使君子。
- 草本：颱風草、火炭母草。

## 外部連結
- 中和市全球資訊網／暢遊中和／公園簡介[永久]
- 中研院數位典藏資源網-山櫻花介紹 （页面存档备份，存于）
- 中研院數位典藏資源網-苦楝介紹 （页面存档备份，存于）
- 中研院數位典藏資源網-水黃皮介紹 （页面存档备份，存于）
- 中研院數位典藏資源網-相思樹介紹 （页面存档备份，存于）
- 中研院數位典藏資源網-芒果介紹 （页面存档备份，存于）
- 中研院數位典藏資源網-烏心石介紹 （页面存档备份，存于）
- 中研院數位典藏資源網-大花紫薇介紹 （页面存档备份，存于）
- 中研院數位典藏資源網-茄苳介紹 （页面存档备份，存于）